# Archivio nazionale (Norvegia)

Stemma dell'archivio

L’Archivio nazionale (in norvegese: Riksarkivet) è l'archivio centrale dello Stato norvegese.

## Storia
L'Archivio nazionale fu fondato nel 1817. Il primo archivista fu nominato nel 1841.

## Organizzazione
L'Archivio nazionale fa parte dell'"Opera degli Archivi" (Arkivverket) che è l'ente governativo norvegese incaricato di gestire gli archivi di Stato, di controllare gli altri archivi pubblici e di garantire la conservazione anche degli archivi privati. Oltre all'Archivio nazionale essa compremde gli otto archivi di stato regionali (statsarkiv) e l'archivio dei Sami (Samisk arkiv).
L'Archivio, e l'intero Arkivverket, dipendono dal Ministero della Cultura e degli Affari Religiosi.
Il direttore dell'Opera in norvegese ha il titolo di  riksarkivar ("archivista del regno").

## Patrimonio

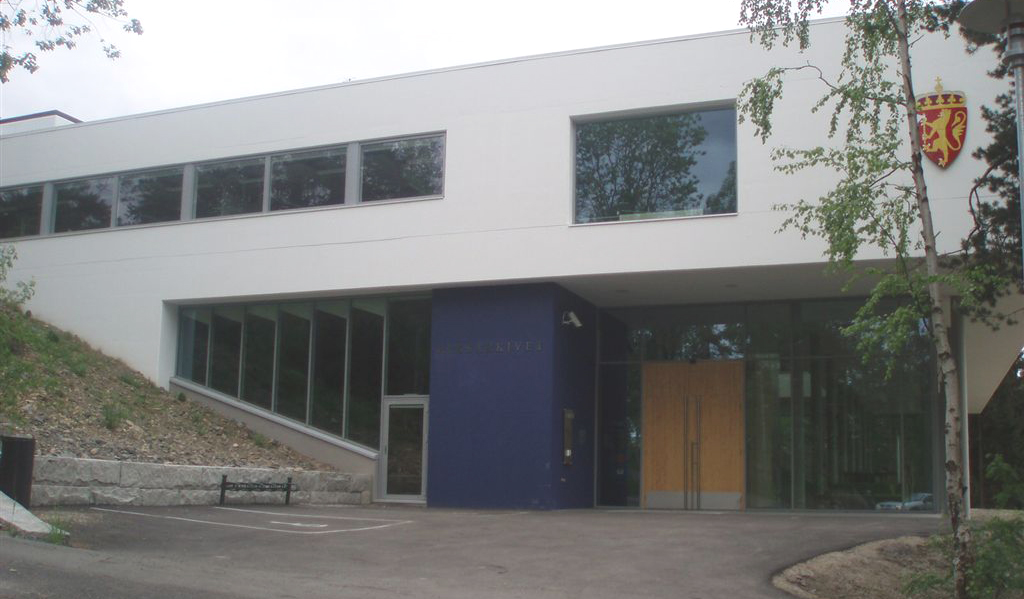
La sede dell'archivio

L'Archivio conserva tutti i documenti degli organi dello stato centrale norvegese a partire dal venticinquesimo anno dopo la loro redazione. Custodisce inoltre archivi provenienti da privati, imprese ed associazioni.
Il più antico documento completo conservato nell'Archivio risale al 1189: si tratta di un diploma di papa Clemente III al clero della Norvegia.

## Sede
L'Archivio nazionale si trova nel quartiere di Sognsvann ad Oslo.
Gli archivi regionali si trovano a Bergen, Hamar, Kongsberg, Kristiansand, Oslo, Stavanger, Tromsø e Trondheim.